# 韓惠軫
韓惠軫（1981年10月27日—），韓國女演員。

## 演藝經歷
2002年出道，出道時都是演出一些不起眼的配角。2004年，她被選中出演《你的星星》的女主角，憑此劇一舉贏得了KBS演技大賞新人獎。2005年接拍《加油！金順》更令她一炮而紅。2006年接拍大型史詩電視劇《朱蒙》創下平均收視率高達41%的好成績。

## 個人生活
學生時期與宋慧喬及女團Fin.K.L李真被稱為恩光女子高中三大校花，姊夫為男演員金剛。
2004年與韓國知名靈魂樂歌手NAUL公開戀情。2012年12月21日傳出分手消息，兩人因為工作不能經常見面而逐漸疏遠，九年戀愛關係畫上句點。
2013年3月27日，證實與年齡小8歲、效力於英冠斯旺西城足球俱樂部（該俱樂部該年隸屬英超等級）的韓國國家足球隊選手奇誠庸已交往兩個月。由於兩段感情開始和結束的時間太接近，所以一直有韓惠軫腳踏兩條船的傳聞出現，而她在節目上澄清和NAUL其實早已在2012年夏天分手。與奇誠庸的戀情公開不久後即宣布婚訊，兩人於同年7月1日舉行婚禮。2015年，長女誕生。
2017年曾隨奇誠庸前往英國生活，並在同年5月返韓。

## 演出作品

### 電視劇
- 2002年：TBS/MBC《Friends》（韓日合作拍攝）
- 2002年：MBC《羅曼史》飾演 尹智秀
- 2002年：MBC《賢貞我愛你》
- 2002年：MBC《御史朴文修》
- 2004年：SBS《2004新人間市場》
- 2004年：MBC《英雄時代》
- 2004年：MBC《1%的可能性》飾演 鄭玄真
- 2004年：KBS《你的星星》
- 2005年：MBC《加油！金順》飾演 羅金順
- 2006年：MBC《朱蒙》飾演 召西奴
- 2008年：SBS《泰勒瓦》飾演 李宇宙
- 2010年：SBS《濟眾院》飾演 柳石蘭
- 2011年：KBS《荊棘鳥》飾演 徐正恩
- 2012年：JTBC《症候群》飾演 李海照
- 2013年：SBS《溫暖的一句話》飾演 羅恩珍
- 2016年：SBS《Doctors》飾演 趙秀智（特別出演）
- 2018年：MBC《牽著手，看夕陽西下》飾演 南賢珠
- 2020年：tvN《外出》飾演 韓晶恩
- 2023年：JTBC《離婚律師申晟瀚》飾演 李瑞鎮

### 電影
- 2002年：《RU Ready?》饰演 素拉
- 2004年：《大佬斗和尚2》饰演 美善
- 2010年：《不可饒恕》飾演 閔瑞英
- 2012年：《捍衛聯盟》（配音）
- 2012年：《26年》飾演 沈美進
- 2014年：《不標準情人》飾演 皓婷
- 2014年：《春》饰演 女传道士（友情出演）

## 主持
- 2011年－2013年：SBS《Healing Camp》
- 2016年：SBS《重新改寫的育兒日記－我家討厭的小子》

## 獲得獎項
- 2004年：KBS演技大賞－新人獎《你的星星》
- 2005年：MBC演技大賞－最佳女主角《加油！金順》
- 2006年：MBC演技大賞－最佳女演員優秀獎《朱蒙》
- 2010年：SBS演技大賞－PD獎《濟眾院》
- 2011年：SBS演藝大賞－藝能MC部門 新人獎《Healing Camp》
- 2011年：KBS演技大賞－人氣獎《荊棘鳥》
- 2012年：第6屆Mnet 20's Choice－多棲發展明星獎
- 2012年：SBS演藝大賞－脫口秀部門 優秀獎《Healing Camp》

## 外部連結
- 韓惠軫的Instagram帳戶
- 韓惠軫在NAVER上的资料
- 韓惠軫在Daum上的资料
- 韓惠軫在互联网电影资料库（IMDb）上的資料（英文）